# Challenger de Barranquilla 2013
El torneo Seguros Bolívar Open Barranquilla 2013 es un torneo profesional de tenis. Pertenece al ATP Challenger Series 2013. Se disputará su 3ª edición sobre tierra batida, en Barranquilla, Colombia entre el 8 y el 14 de abril de 2013.

## Jugadores participantes del cuadro de individuales

### Cabezas de serie
| País                      | Jugador                     | Rank1 | Favorito |
| Bandera de Colombia       | Santiago Giraldo            | 77    | 1        |
| Bandera de Argentina      | Federico Delbonis           | 118   | 2        |
| Bandera de Estados Unidos | Wayne Odesnik               | 120   | 3        |
| Bandera de Francia        | Jonathan Dasnieres de Veigy | 146   | 4        |
| Bandera de Argentina      | Diego Schwartzman           | 149   | 5        |
| Bandera de Colombia       | Alejandro González          | 165   | 6        |
| Bandera de Chile          | Jorge Aguilar               | 182   | 7        |
| Bandera de Argentina      | Marco Trungelliti           | 184   | 8        |
| ------------------------- | --------------------------- | ----- | -------- |

- 1 Se ha tomado en cuenta el ranking del día 1 de abril de 2013.

### Otros participantes
Los siguientes jugadores recibieron una invitación (wild card), por lo tanto ingresan directamente al cuadro principal:
- Felipe Escobar
- Marcel Felder
- Felipe Mantilla
- Eduardo Struvay

Los siguientes jugadores ingresan al cuadro principal tras disputar el cuadro clasificatorio:
- Iván Endara
- Claudio Grassi
- Cristóbal Saavedra-Corvalán
- Juan Carlos Sáez

## Jugadores participantes en el cuadro de dobles

### Cabezas de serie
| País                 | Jugador          | País                 | Jugador               | Rank1 | Favorito |
| Bandera de Argentina | Facundo Bagnis   | Bandera de Argentina | Federico Delbonis     | 330   | 1        |
| Bandera de Brasil    | Fabiano de Paula | Bandera de Italia    | Stefano Ianni         | 330   | 2        |
| Bandera de Argentina | Renzo Olivo      | Bandera de Argentina | Marco Trungelliti     | 331   | 3        |
| Bandera de Chile     | Jorge Aguilar    | Bandera de Ecuador   | Julio César Campozano | 524   | 4        |
| -------------------- | ---------------- | -------------------- | --------------------- | ----- | -------- |

- 1 Se ha tomado en cuenta el ranking del día 11 de marzo de 2013.

### Otros participantes
Los siguientes jugadores recibieron una invitación (wild card), por lo tanto ingresan directamente al cuadro principal:
- Nicolás Barrientos /  Eduardo Struvay
- Jhan Fontalvo Silva /  Francisco Franco
- Felipe Escobar /  Felipe Mantilla

## Campeones

### Individual Masculino
- Federico Delbonis   derrotó en la final a  Facundo Bagnis, 6–3, 6–2  por

### Dobles Masculino
- Facundo Bagnis  /  Federico Delbonis  derrotaron en la final a  Fabiano de Paula /  Stefano Ianni, 6–3, 7–5